# 복시토고르스크

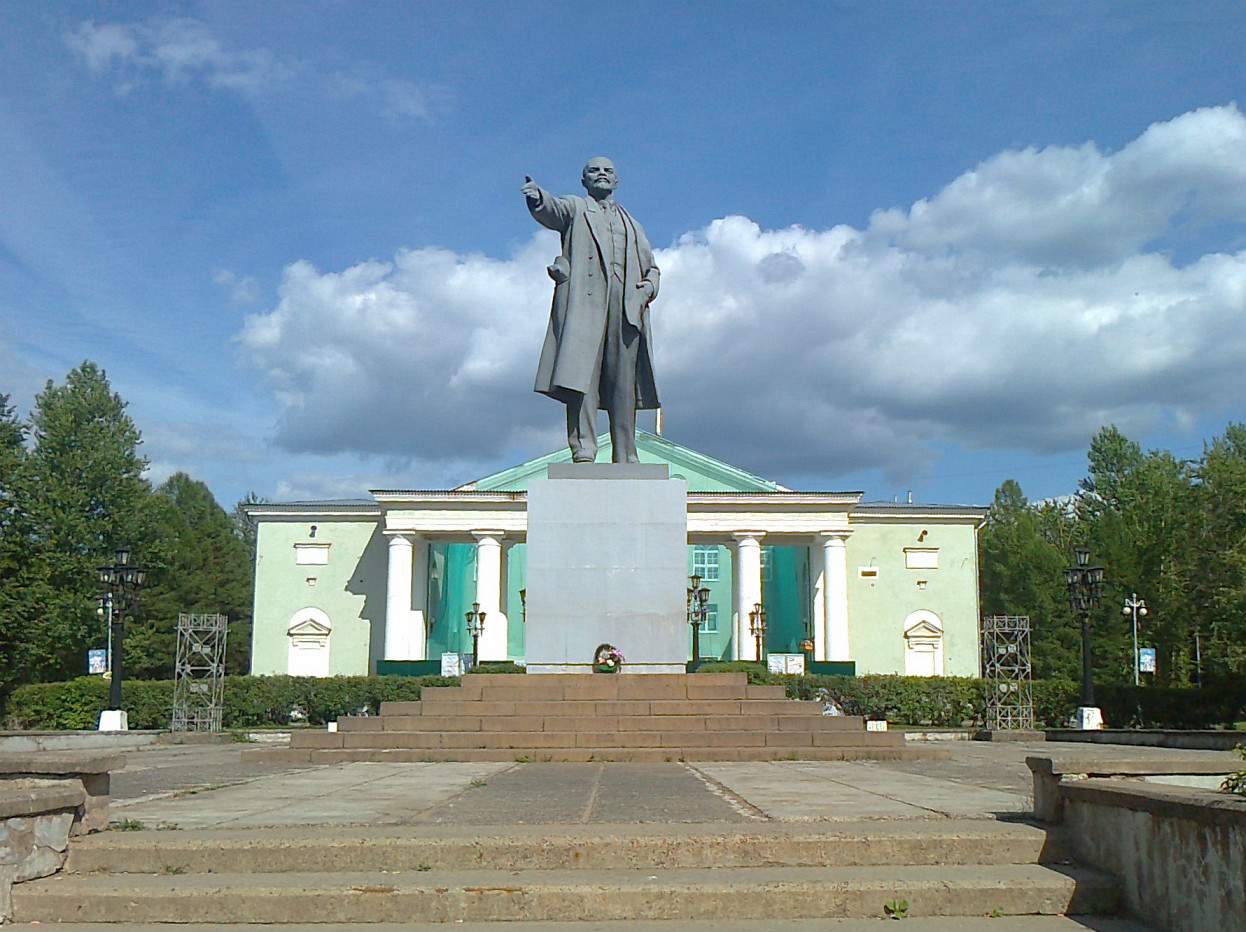

복시토고르스크(러시아어; Бокситогорск)는 레닌그라드주 복시토고르스키 군에 속한 도시이다.
인구는 16,585명(2010년 기준)이다.